# Stazione di Mede
Stazione di Mede vasútállomás Olaszországban, Lombardia régióban, Mede településen.

## Vasútvonalak
Az állomást az alábbi vasútvonalak érintik:
- Pavia–Alessandria-vasútvonal

## Kapcsolódó állomások
A vasútállomáshoz az alábbi állomások vannak a legközelebb:
- Stazione di Lomello
- Castellaro railway halt